# Cságoly Tibor
Cságoly Tibor Jenő (Syracuse, New York, USA, 1910. július 23. –Wichita Falls, Texas, Amerikai Egyesült Államok, 2006. július 1.) magyar katonatiszt, ezredes, sportlövő bajnok, az Imahadjárat megindítója.

## Családja és származása
New York államban, az Amerikai Egyesült Államokban született, azonban anyjával 1920-ban hazatértek Magyarországra és ott nevelkedett fel. Apja Cságoly József (1884–1918), magyar királyi tartalékos hadnagy, az Amerikai Magyar Népszava 48.sz. syracusei osztály pénztárnoka, az Első Magyar Társ. és Bs. Egylet  syracusei osztály titkára, anyja a tekintélyes dunántúli nemesi származású boldogfai Farkas családból való boldogfai Farkas Lujza (1870–1933) asszony volt. Az apai nagyszülei idősebb Cságoly József (1861–1931), kaposvári állami elemi iskola igazgató-tanító, Somogy vármegye törvényhatósági bizottságának a tagja, a Széchényi Társaskör elnöke, és Maronics Anna (1864–1925) voltak. Az anyai nagyszülei boldogfai Farkas László (1842–1901) Zala vármegye írnoka, földbirtokos és kurtakeszi Baranyay Lujza (1848–1898) voltak. Az anyai nagyapai dédszülei boldogfai Farkas Ferenc (1779–1844), Zala vármegye táblabírája, jogász, zalaboldogfai, andráshidai, hagyárosi, és felsőbagodi földbirtokos, salomvári közbirtokos, és Joó Borbála (1811–1881) voltak. Az anyai nagybátyjai: boldogfai Farkas Imre, magyar költő, a dombóvári takarékpénztár vezérigazgatója, boldogfai Farkas József (1866–1927), MÁV felügyelő, valamint boldogfai Farkas Kálmán (1875–1949) vasúti állomás elöljáró. Cságoly Tibor elsőfokú unokatestvérei, akik Farkas József és borszörcsöki Egressy Gizella lányai voltak: boldogfai Farkas Klára (1898–1944) magyar festő- és iparművész, leánygimnáziumi tanár, a Berzsenyi társaság tagja, akinek a férje Kovács Jenő József (1889–1961) festőművész, boldogfai Farkas Imre dombovári takarékpénztár igazgatóné boldogfai Farkas Zsuzsanna, valamint boldogfai Farkas Györgyi (1900–1973), akinek a férje vitéz Földváry Béla (1886–1969) reálgimnáziumi tanár, a Dombóvári Társaskör tagja, csillagász, geológus, barlangkutató.

## Élete
Sportkarrierjét a második világháború utáni kommunista terror törte ketté. A Ludovika Akadémián kezdte 1930-ban a céllövészetet. 1934-ben magyar bajnokságot nyert, amelyet évekig megtartott, majd 1942-ben Európa-bajnok lett. Közben 1940-ben Cságoly nevéhez fűződött a világrekord, amelyet 1941-ben és 1942-ben javított. A háborúban, mint százados szolgált. Amikor a szovjet haderő Magyarországra bevonult, elhurcolták, majd később halálra ítélték. Később a halálos ítéletet börtönbüntetésre változtatták át. A magyar szabadságharc vérbefojtása után került ki Ausztriába, ahol előbb az iselsbergi magyar iskolának lett a tornatanára, majd az Egyesült Államokba vándorolt ki. Tudása átadása érdekében a helybeli Marine Reserve Center felajánlotta kitűnően felszerelt fedett céllövőpályáját. Cságoly Tibor fia dr. Cságoly András orvos őrnagy, aki az amerikai hadseregnél, Németországban szolgált és szintén céllövészettel foglalkozott.
A MH Rehabilitációs Bizottsága javaslatára 1994. június hónapban a honvédelmi miniszter előléptette Cságoly Tibor századost ezredessé.

## Imahadjárata
1986 elején Fatima 70. évfordulójára imahadjáratot indított Amerikában Magyarország felszabadulásáért és a világ békéjéért. Cságoly Tibor mindenkitől azt kérte, hogy erre a célra minden nap imádkozza el a rózsafüzér egy tizedét. A Mindszenty imamozgalma nyomán a Csodafegyver imahadjárat engesztelő imamozgalmával akarta azt folytatni, talán a 24. órában végre megvalósítani az összes maradék imádkozó magyarral, vallás- és nemzetiségi különbség nélkül a nemzetéért aggódó, idős régi ezredes: Cságoly Tibor. Az USA-ban kezdte el a toborzást, és 1996-ra a mozgalomnak külföldön 100 000 tagja volt.
"A Vörös Sárkány feletti végső győzelmet az Úr Máriának tartotta fenn. Az 5 fegyvere pedig nem az atombomba, vagy a nukleáris fegyverek pusztító ereje, hanem a mindenkor győzelmes rózsafüzér. Ha mi is ezt forgatjuk hűségesen és kitartóan, bizalommal, nincs az a hatalom, melytől rettegnünk kellene. Ezért alakult meg az “Élő rózsafűzér imahadjárat hazánkért” mozgalom, melyhez való csatlakozásodat kérem. A Vörös Sárkány már elnyeléssel fenyeget bennünket, ne áltassuk magunkat, ragadjuk meg egyetlen védőpajzsunkat, a rózsafüzért - és imádkozzunk naponta kitartóan. - Cságoly Tibor, 1988."

## Házassága és leszármazottjai
Budapesten, 1935. április 20-án, feleségül vette a római katolikus nemesi származású nagymartoni László Mária Terézia (Budapest, 1914. október 25. – ?) kisasszonyt, akinek a szülei László Imre, ezredes és Gábriel Mária voltak. Az apai nagyszülei László Pál, királyi tanácsos, a Központi Díj- és Illetékkiszabási Hivatal főnöke, és Mező Erzsébet voltak. László Pál 1900. április 13-án magyar nemességet és a "nagymartoni" nemesi előnevet szerezte meg adományban I. Ferenc József magyar királytól, valamint az engedélyt is a vezetékneve változtatására "Lasitz"-ról "László"-ra. Cságoly Tibor egyetlenegy fia nagymartoni László Máriától: 
- dr. Cságoly András (Budapest, 1942. május 2. –Wichita Falls, USA, 1999. július 23.), fogorvos, amerikai őrnagy, amerikai céllövő bajnok.